# Anne Spoerry
Anne Marie Spoerry (* 13. Mai 1918 in Cannes; † 2. Februar 1999 in Nairobi) war eine in Kenia aktive Ärztin und Pilotin französisch-schweizerischer Abstammung. Ab 1950 war sie bis an ihr Lebensende als Mitarbeiterin verschiedener Hilfsorganisationen in dem ostafrikanischen Land tätig und versorgte als «fliegende Ärztin» Kranke. Ihr Spitzname war Mama Daktari (Mama Doktor). Erst nach ihrem Tod wurde bekannt, dass sie im Konzentrationslager Ravensbrück wohl aktiv an Kriegsverbrechen beteiligt gewesen war.

## Jugend und Haft im Zweiten Weltkrieg
Als Tochter des elsässischen Industriellen Henry Spoerry und der Schweizerin Jeanne Schlumberger wurde sie 1918 in Cannes geboren. Sie war die jüngere Schwester des Architekten François Spoerry. Anne Spoerry besuchte u. a. zwei Jahre eine Schule in England und studierte ab 1938 Medizin in Paris.
Nach dem Ausbruch des Krieges schloss sie sich mit ihrem Bruder François der Résistance an, geriet 1943 in Gestapo-Haft und war ab 1944 im Frauen-Konzentrationslager Ravensbrück inhaftiert, aus dem sie im April 1945 im Rahmen der von Folke Bernadotte initiierten Rettungsaktion der Weißen Busse freikam.
Sie wurde nach dem Kriegsende sowohl in der Schweiz als auch in Frankreich angeklagt und der Mittäterschaft bei Verbrechen im Umfeld der 1947 als mehrfache Mörderin zum Tode verurteilten Kapo Carmen Mory beschuldigt. Nach Zeugenaussagen in den Ravensbrück-Prozessen soll zwischen Spoerry und Mory eine intime Beziehung bestanden haben. Die Prozesse gegen Spoerry wurden jedoch mangels Beweisen bzw. wegen widersprüchlicher Aussagen eingestellt.
Am 7. März 1947 wurde Spoerry gegen 30 000 Franken Kaution freigelassen. Einer Vorladung als Zeugin beim ersten Ravensbrück-Prozess in Hamburg folgte sie nicht. Der Vorwurf, sie sei während ihrer Zeit als Häftling im KZ Ravensbrück an Verbrechen der später verurteilten Carmen Mory beteiligt gewesen, blieb unbewiesen und ungeklärt. Aus aktueller Sicht habe Spoerry aber vor allem von der damaligen geistigen Haltung in der Schweiz profitiert, die kein Interesse hatte, das Wirken der Schweiz im Dritten Reich aufzuarbeiten.
Gemäß den Gerichtsakten des Bezirksgerichts Meilen von 1947, die im Staatsarchiv Zürich lagern, gab Spoerry zu, als Häftlingsärztin Häftlinge geschlagen zu haben und im Winter im Waschraum mit kaltem Wasser übergossen zu haben, was Zeugenaussagen wie folgt beschrieben: «Die Hände wurden den Frauen […] auf den Rücken gebunden. Im Waschraum drückt man sie in einen großen Trog mit Wasser und ließ eiskaltes Wasser von Hahnen über die Kranken laufen.» Spoerry habe darauf geantwortet, sie wisse nicht, ob sich die Frauen dadurch erkältet hätten.
Langjährige Recherchen des Filmemachers und Autors John Heminway ergaben 2018, dass Spoerry alle Verbrechen, die ihr angelastet wurden, während der Zeit verübt hatte, in der sie im gleichen Block wie Carmen Mory untergebracht war, unter deren Bann sie offenbar gestanden sei. Eine ehemalige Mitinhaftierte erzählte ihm, wie Spoerry einem polnischen Mädchen eine tödliche Injektion verabreicht habe. Heminway zitiert jedoch auch eine Mitinsassin, wonach Spoerry Mory einen «Teufel» genannt habe, den sie «verwünschte». Spoerrys Neffe, der eine enge Beziehung zu seiner Tante pflegte und die Dokumente aus ihrem Tresor erbte, sagte, «Anne hätte sicher nicht überlebt, wenn sie nicht getan hätte, was Carmen Mory ihr sagte».

## Ärztliche Tätigkeit in Afrika
Spoerry beendete 1947 ihr Medizinstudium in Basel und schloss dort eine einjährige Ausbildung in Tropenmedizin an. Zuerst arbeitete sie als Schiffsärztin auf einem Frachtschiff. 1948 reiste sie nach Aden und arbeitete dort zeitweise in einem Krankenhaus und im Gesundheitsministerium.
Nach weiteren Reisen durch Äthiopien und Kenia beschloss sie 1950, in Kenia zu bleiben und im Norden des Landes als «Buschdoktor» zu arbeiten. Eigenen Angaben zufolge wurde sie durch die Lektüre von Texten des französischen Schriftstellers Henri de Monfreid zur Emigration nach Afrika angeregt. Anfänglich ging sie mit einem Peugeot 203 in abgelegenen Dörfern auf Visite.
1956 beendete sie eine Ausbildung als Pilotin und flog ab Anfang der 1960er-Jahre von Nairobis Wilson-Airport zunächst als freie Mitarbeiterin, dann als Leiterin der Mobile Medical Unit für die Hilfsorganisation AMREF. Ihre Einsatzgebiete waren die Insel Lamu und Nordkenia, besonders das Massailand. Sie kaufte und bewirtschaftete zudem eine Farm nördlich des Naivasha-Sees.
Ihre viersitzige Piper Cherokee flog sie grundsätzlich selbst. Ihre Sprechstunden fanden teilweise unmittelbar nach der Landung auf dem Flugfeld im Schatten der Tragflächen ihrer Maschine statt. Anhand ihrer Unterlagen wurde geschätzt, dass sie fast 100.000 Patienten behandelte. Im Alter von 77 Jahren verlor sie ihre Pilotenlizenz. Sie erhielt diese wenige Wochen vor ihrem Tod zurück, flog aber nicht mehr.
Anne Spoerry starb an einem Schlaganfall (oder einem Herzinfarkt) und ist in Lamu begraben.

## Werke
- Anne Spoerry: On m’appelle Mama Daktari. Lattès, Paris 1994, ISBN 2-7096-0947-9 (deutsch: Man nennt mich Mama Daktari. Als fliegende Ärztin in Kenia. Aus dem Französischen von Angelika Steiner. Quell, Stuttgart 1997, ISBN 3-7918-1976-3 (Autobiographie)).